# Saint-Marcellin, Isère
Saint-Marcellin là một xã thuộc tỉnh Isère, vùng Rhône-Alpes, đông nam nước Pháp.